# Vallée de Pankissi
La vallée de Pankissi (géorgien : პანკისის ხეობა, Pankisis Kheoba), située en Géorgie, au nord-est de la capitale Tbilissi, frontalière avec la Tchétchénie, est une région enclavée qui a connu d'importants bouleversements du fait des guerres en Tchétchénie.

## Géographie

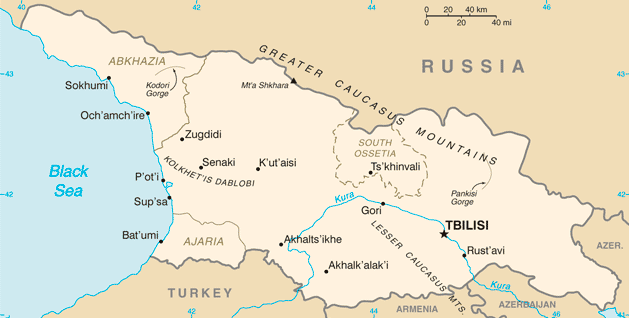
Situation de la vallée de Pankissi (Pankisi Gorge) en Géorgie.

La vallée de Pankissi s'étend sur une longueur d'environ dix kilomètres, sur quatre à six kilomètres de large. Elle est constituée de seize villages. La vallée est enclavée dans les contreforts du Caucase, et plus de trois heures de route sont nécessaires pour y parvenir de Tbilissi pourtant distante de moins de 100 km.

## Histoire
Peuplée à 75 % de Kistines (descendants ingouches, ayant migré en Tchétchénie puis au XIXe siècle, en Géorgie), la vallée a vu arriver à partir de 1999 de nombreux réfugiés et combattants tchétchènes et a connu une période de profonde déstabilisation. 
Après ces événements, une forte proportion des jeunes kistines a abandonné la religion traditionnelle, le soufisme, pour se convertir à un islamisme radical, le salafisme.